# Hainan Airlines
Hainan Airlines Company Limited (HNA) (en chino: 海南航空公司; pinyin: Hǎinán Hángkōng Gōngsī) es una aerolínea china con sede en Haikou, Hainan. Es la aerolínea privada más grande y la cuarta más grande en cuanto a flota de China. Efectúa vuelos regulares nacionales e internacionales en quinientas rutas desde Hainan y nueve bases, así como vuelos chárter. Su base de operaciones principal es el Aeropuerto Internacional de Haikou Meilan, con bases secundarias en el Aeropuerto Internacional de Pekín Capital, el Aeropuerto Internacional de Xi'an Xianyang, el Aeropuerto de Taiyuan Wusu y el Aeropuerto Internacional de Urumchi-Diwopu.
El 30 de noviembre de 2007, las cuatro aerolíneas del grupo HNA, Hainan Airlines, Shanxi Airlines, Chang'an Airlines, y China Xinhua Airlines, se fusionaron para convertirse en Grand China Air, convirtiéndose así en la cuarta aerolínea más grande de China. Grand China Air pertenece a Grand China Airlines Holding CO que está participada por el gobierno de la provincia de Hainan (48,6%), George Soros (18,6%), y el grupo HNA (32,8%).

## Historia
La aerolínea fue fundada en octubre de 1989 como Hainan Province Airlines. Fue posteriormente bautizada como Hainan Airlines y se convirtió en la primera aerolínea con múltiples accionistas en enero de 1993 y comenzó a efectuar vuelos regulares el 2 de mayo de 1993. Las operaciones ejecutivas con un Bombardier Learjet 55 fueron añadidas en abril de 1995. En 1998, Hainan Airlines se convirtió en la primera compañía china en poseer acciones en un aeropuerto cuando adquirió un 25% de las acciones en el Aeropuerto Internacional de Haikou Meilan.  Hainan Airlines tenía 9.102 empleados en marzo de 2007.
Su compañía matriz es el grupo HNA. Fundado en 2000, el grupo HNA también tiene acciones en varias aerolíneas: Shanxi Airlines (92,51%), Chang'an Airlines (73,51%), China Xinhua Airlines (60%), Lucky Air, Deer Jet, Shilin Airlines (48,9%) Grand China Express Air (20%), Yangtze River Express, Hong Kong Airlines (45%) y Hong Kong Express (45%).
El grupo HNA, propiedad parcialmente del multimillonario estadounidense George Soros, planeó vender, para alquilar después cuatro aviones por 220 millones de dólares para suprimir su deuda. La compañía vendió cuatro Boeing 737-800 a su afiliada, Changjiang Leasing, y luego los alquiló por un periodo de seis años, desde el 2008. Hainan también alquiló cinco Fairchild Dornier 328 a su afiliada Grand China Express Air, así como la transferencia de 230 empleados a la pequeña aerolínea.
Hainan Airlines posee una ruta Pekín-Seattle, que comenzó el 9 de junio de 2008. Esto convierte a Seattle en el primer destino norteamericano de Hainan. Hainan también planea comenzar las rutas Pekín-Ciudad de México, Pekín-Chicago y Pekín-Newark en 2010 y 2011.

## Flota

### Flota Actual
La flota de Hainan Airlines incluye las siguientes aeronaves a enero de 2025:
La media de edad de la flota de Hainan Airlines es de 9.6 años a enero de 2025.

### Pedidos
- Hainan Airlines canceló tres pedidos de Airbus 330-200, que fueron acogidos por Garuda Indonesia. Una de las tres aeronaves (registro PK-GPJ) llegó a Yakarta en mayo de 2009 con librea de Hainan.
- Hainan Airlines tomará el control de tres A340-600 de Cathay Pacific cuando esta los retire, que serán alquilados a ILFC.[8]
- El 14 de noviembre de 2007, Hainan Airlines recibió su primer Airbus A330-200. El pedido de A330-200 fue anunciado en julio de 2006. Estos aviones son prácticamente idénticos a los de Air China, pero muestran un interior rojo (en lugar de interior azul) y PTVs diferentes.
- El 29 de septiembre de 2005, Hainan Airlines anunció un pedido de ocho Boeing 787-8. Se espera que el avión entre en servicio a finales de 2009.
- En enero de 2006, Hainan Airlines junto con CASGC anunció un pedido de diez Boeing 737-800. En septiembre de 2006, Hainan Airlines confirmó otro pedido de quince Boeing 737-800. Las entregas se producirán durante 2010.
- En junio de 2007, Hainan Airlines anunció un pedido de trece aeronaves Airbus A320-200.
- Hainan Airlines anunció un pedido de cincuenta Embraer ERJ-145 y cincuenta Embraer E-190 con un valor total de (a precios de catálogo) 2.700 millones de dólares. Las entregas comenzaron en septiembre de 2007 para los ERJ-145. Los ERJ-145 son construidos por Harbin Embraer Aircraft Industry (HEAI), en la ciudad de Harbin. Para el Embraer E-190, las entregas comenzaron en diciembre de 2007. Los E-190 están configurados en clase única y es construido en la planta de São José dos Campos, Brasil. Debido a la crisis financiera y las pérdidas de tráfico en 2008, el número de pedidos ha sido reducido a 25.

## Acuerdos de código compartido
- Garuda Indonesia
- Hong Kong Airlines
- Hong Kong Express Airways
- Brussels Airlines
- Rossiya Airlines

## Fortune Wings Club
El Fortune Wings Club es el programa de viajeros frecuentes para Hainan Airlines, Grand China Air, Lucky Air, Grand China Express, China West Air, Hong Kong Airlines y Hong Kong Express Airways.

### Colaboradores
Es posible obtener millas de Fortune Wings Club en las siguientes aerolíneas:
- Brussels Airlines
- China Airlines
- China West Air
- Grand China Air
- Grand China Express
- Hainan Airlines
- Hong Kong Airlines
- Hong Kong Express Airways
- Lucky Air